# Peter Mlynarčík
Peter Mlynarčík (* 29. November 1991 in Lučenec) ist ein slowakischer Volleyballnationalspieler.

## Karriere
Mlynarčík begann seine Karriere bei MVK Detva. 2008 ging er zu COP Trenčín. 2012 wechselte er zu ŠK Chemes Humenné. 2014 wurde er mit dem Verein slowakischer Meister. 2015 gab er sein Debüt in der slowakischen Nationalmannschaft, mit der er bei den Europaspielen in Baku den fünften Platz erreichte. Im gleichen Jahr wechselte er zum österreichischen Verein SK Posojilnica Aich/Dob. Mit der Slowakei nahm er 2016 und 2017 an der Volleyball-Weltliga teil. Bei der Europameisterschaft 2017 schied er mit der Nationalmannschaft nach der Gruppenphase aus. Im gleichen Jahr wurde Mlynarčík vom deutsch-österreichischen Bundesligisten Hypo Tirol Alpenvolleys Haching verpflichtet. Im DVV-Pokal 2017/18 schied er mit dem Verein im Achtelfinale aus, bevor er in den Bundesliga-Playoffs das Halbfinale erreichte. Danach wechselte er zum slowakischen Verein VK Prievidza. Seit 2019 spielt er wieder bei Aich/Dob.